# Erylus trisphaerus
Erylus trisphaerus is een sponzensoort uit de familie Geodiidae in de klasse gewone sponzen (Demospongiae).
De wetenschappelijke naam van de soort werd in 1953 gepubliceerd door de Laubenfels.